# Милан Јовановић (фудбалер, 1981)
Милан Лане Јовановић (Бајина Башта, 18. април 1981) је бивши српски фудбалер. Играо је на позицији нападача.

## Клупска каријера
Фудбалом је почео да се бави у локалном клубу ФК Космос из Бајине Баште, потом наступа за ваљевску Будућност, да би 1999. године прешао у Војводину. У њој је остао до 2003. године и у том периоду је на 43 првенствена наступа постигао 10 голова. Након неуспеле интернационалне епизоде у украјинском Шахтјору (2003–2004) где скоро да уопште није наступао (6 мечева, 1 погодак), прелази у московску Локомотиву (2004–2006) али и у руском шампионату не успева да остави значајан траг.
Током 2006. године прелази у Стандард из Лијежа где је коначно добио праву шансу. У сезони 2006/07. је на 39 званичних утакмица постигао 24 голова. У сезони 2007/08. изабран је за најбољег фудбалера белгијске лиге. Исте године са Стандардом осваја титулу првака Белгије. То је била прва титула Стандарда после 1982. године. Наредне године са Стандардом осваја Суперкуп и другу узастопну титулу.
Након завршене сезоне 2008/09. Јовановић долази у сукоб са директором Стандарда. После две одличне сезоне и сјајних наступа за репрезентацију Јовановић је желео да напусти клуб и пређе у неку од квалитетнијих лига, али му управа то није дозволила. Током лета 2009. године, Јовановић је преговарао са неким немачким и енглеским клубовима, али је на крају морао да остане у Стандарду. Почетком фебруара 2010. године прихватио је понуду енглеског Ливерпула у који је прешао у јулу исте године по истеку уговора са Стандардом.
Јовановић је у Ливерпул стигао на захтев Рафе Бенитеза, који је, међутим, у међувремену напустио клуб. Код новог тренера Роја Хоџсона је колико-толико играо, али је доласком Кенија Далглиша изгубио место и на клупи. Укупно је у сезони 2010/11. забележио само 18 утакмица у свим такмичењима и постигао два гола – један у Лига Купу, а други у Лиги Европе против Стеауе у групној фази. На терену је провео укупно 1.082 минута, 60.12 по утакмици.
Почетком августа 2011. потписао је двогодишњи уговор са белгијским Андерлехтом. Већ у првој сезони осваја шампионску титулу и Суперкуп Белгије. Након што је и у другој сезони освојио титулу у Белгији, одбија да продужи уговор са Андерлехтом.

## Репрезентација
За сениорску репрезентацију Србије је дебитовао 2. јуна 2007. у Хелсинкију против репрезентације Финске. Тада је ушао у игру уместо Марка Пантелића. Успео је да се упише у стрелце и постави коначан резултат, 2-0.
Од доласка Радомира Антића на чело репрезентације Јовановић је стандардан у најбољих 11. У квалификацијама за Светско првенство 2010. Јовановић је постигао 4 гола (против Румуније и Фарских Острва у гостима и 2 против Румуније код куће). Победом над Румунијом у Београду од 5:0 у мечу на ком је Јовановић постигао 2 поготка, Србија се по први пут у историји (као самостална држава) пласирала на Светско првенство.
Стрелац је првог гола за репрезентацију Србије на светским првенствима (први под именом Србије, иако је репрезентација Србије наследник репрезентација СЦГ, СРЈ и СФРЈ), на утакмици против Немачке у Јужној Африци.
За сениорску репрезентацију Србије је одиграо 44 утакмица и постигао је 11 голова, (2007–2012).

### Голови за репрезентацију
| #   | Датум              | Место                          | Противник     | Гол   | Резултат | Такмичење                                 |
| --- | ------------------ | ------------------------------ | ------------- | ----- | -------- | ----------------------------------------- |
| 1.  | 2. јун 2007.       | Хелсинки, Финска               | Финска        | 0 : 2 | 0 : 2    | Квалификације за Европско првенство 2008. |
| 2.  | 15. октобар 2008.  | Беч, Аустрија                  | Аустрија      | 0 : 2 | 1 : 3    | Квалификације за Светско првенство 2010.  |
| 3.  | 19. новембар 2008. | Београд, Србија                | Бугарска      | 1 : 0 | 6 : 1    | Пријатељска                               |
| 4.  | 19. новембар 2008. | Београд, Србија                | Бугарска      | 2 : 1 | 6 : 1    | Пријатељска                               |
| 5.  | 10. фебруар 2009.  | Никозија, Кипар                | Кипар         | 0 : 1 | 0 : 2    | Пријатељска                               |
| 6.  | 28. март 2009.     | Констанца, Румунија            | Румунија      | 0 : 1 | 2 : 3    | Квалификације за Светско првенство 2010.  |
| 7.  | 10. јун 2009.      | Торсхавн, Фарска Острва        | Фарска Острва | 1 : 0 | 2 : 0    | Квалификације за Светско првенство 2010.  |
| 8.  | 10. октобар 2009.  | Београд, Србија                | Румунија      | 4 : 0 | 5 : 0    | Квалификације за Светско првенство 2010.  |
| 9.  | 10. октобар 2009.  | Београд, Србија                | Румунија      | 5 : 0 | 5 : 0    | Квалификације за Светско првенство 2010.  |
| 10. | 18. јун 2010.      | Гебеха, Јужноафричка Република | Немачка       | 1 : 0 | 1 : 0    | Светско првенство 2010.                   |
| 11. | 6. септембар 2011. | Београд, Србија                | Фарска Острва | 1 : 0 | 3 : 1    | Квалификације за Европско првенство 2012. |

## Трофеји
Шахтјор
- Куп Украјине (1) : 2004.

Локомотива Москва
- Првенство Русије (1) : 2004.

Стандард Лијеж
- Првенство Белгије (2) : 2007/08, 2008/09.
- Суперкуп Белгије (2) : 2008, 2009.

Андерлехт
- Првенство Белгије (2) : 2011/12, 2012/13.
- Суперкуп Белгије (1) : 2012.